# Bahnhof Dinslaken
Der Bahnhof Dinslaken ist der einzige Bahnhof der Stadt Dinslaken im Kreis Wesel. Er liegt an der internationalen Bahnstrecke Oberhausen–Arnhem, die Teil einer wichtigen Güterzugverbindung zwischen dem Ruhrgebiet und dem Rotterdamer Hafen ist.

## Lage und Bedeutung
Der Bahnhof befindet sich im Kilometer 13,9 der VzG-Strecke 2270 (Oberhausen Hbf – Emmerich [– Arnhem]). Er verfügt über sechs Hauptgleise, von denen die Gleise 301 und 302 die durchgehenden Hauptgleise sind. Die Station verfügt über einen 325 Meter langen und 76 Zentimeter hohen Mittelbahnsteig (Gleis 301/302), Gleis 304 dient als Überholgleis in Richtung Emmerich. Hinzu kommen die Gleise 305 bis 307 als Abstellgleise. 
Im Rahmen des Ausbaus der Betuweroute zwischen den Niederlanden und Oberhausen ist neben dem ehemaligen Überholgleis in Richtung Emmerich ein weiteres Gleis verlegt und dazwischen ein zweiter Mittelbahnsteig errichtet worden. Dieser wird seit dem 25. November 2024 für den Personenverkehr genutzt. Damit verfügt der Bahnhof für den Personenverkehr über zwei Mittelbahnsteige mit insgesamt vier Gleisen.
Der Bahnhof befindet sich im östlichen Bereich der Innenstadt. Die Einkaufsmeile auf der Fußgängerzone ist fußläufig erreichbar.
Der Bahnhof Dinslaken ist Verknüpfungspunkt zwischen dem Eisenbahnverkehr und der Straßenbahn Duisburg (Linie 903) und hat damit auch Bedeutung für die Nachbarstadt Duisburg.
Die Stadtteile im Duisburger Norden wie Walsum oder Fahrn sind seit der Einstellung des Personenverkehrs der Walsumbahn nicht mehr durch den Eisenbahnverkehr erschlossen. Durch den Duisburger Norden verkehrt außer der Straßenbahn kein schienengebundenes Nahverkehrsmittel, da die Eisenbahnhauptstrecke über Oberhausen führt. Damit dient die Straßenbahnlinie 903 der Verbindung zwischen Duisburg und Dinslaken und ist die Zubringerlinie der Bürger im Norden Duisburgs zum regionalen Schienenverkehr. Innerhalb Duisburgs stellt die Linie 903 als Nord-Süd-Achse der Nord-Süd-ausgedehnten Stadt Duisburg die Hauptlinie dar und ist die leistungsstärkste Linie im gesamten Netz der Duisburger Verkehrsgesellschaft.
An den Bahnhof schließt auch der im Güterverkehr bedeutsame Anschluss der Benteler Stahlwerke an.

## Geschichte

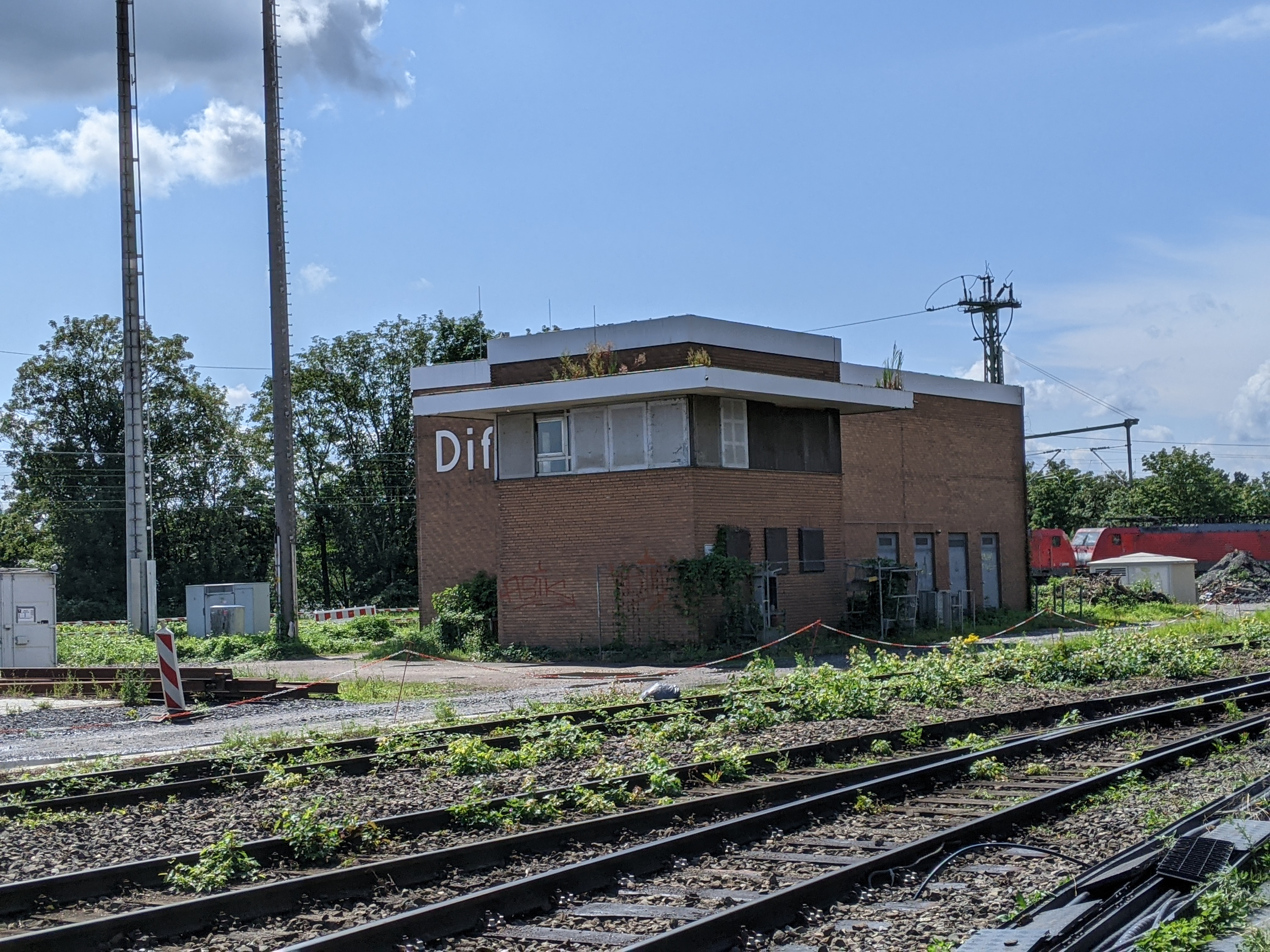
Ehemaliges Stellwerk Dinslaken

Der Bahnhof wurde am 1. Juli 1856 im Zuge der Eröffnung des ersten Teilstücks der Hollandstrecke von Oberhausen Hauptbahnhof nach Dinslaken von der Köln-Mindener Eisenbahn-Gesellschaft eröffnet und war für wenige Monate Endbahnhof der Strecke. Am 20. Oktober 1856 ging der Abschnitt zwischen Dinslaken und Emmerich in Betrieb, womit die Strecke zwischen Oberhausen und Arnhem durchgängig befahrbar war. Die bis dahin existierende Poststation und die täglichen Schnellpostverbindungen wurde nach Fertigstellung der Bahnstrecke eingestellt.
Im Jahre 1916 wurde ein neues Empfangsgebäude erbaut. Dieses wurde im Zweiten Weltkrieg zusammen mit den übrigen Anlagen des Bahnhofs am 23. März 1945 fast vollständig zerstört. 100 Jahre nach der Eröffnung des ersten Bahnhofs wurde am 10. Juli 1956 das aktuelle Bahnhofgebäude eröffnet. Es handelt sich um einen zweigeschossigen Bau mit flachem Walmdach. Die über beide Geschosse reichende Schalterhalle sollte mit der mit Kalkstein eingefassten Glasfassade betont werden.
Vom 30. November 1975 bis 2013 war das Zentralstellwerk Dif (Bauart SpDrS60) in Betrieb. Es ersetzte die mechanischen Stellwerke Dib und Wt. Das Stellwerk war zudem für die Steuerung des Bahnhofs Voerde (Niederrhein) zuständig. Seit Juni 2013 wird Dinslaken vom ESTW Emmerich aus ferngesteuert. Das bis dato zuständige Relaisstellwerk dafür aufgegeben, das Gebäude ist nach wie vor erhalten.

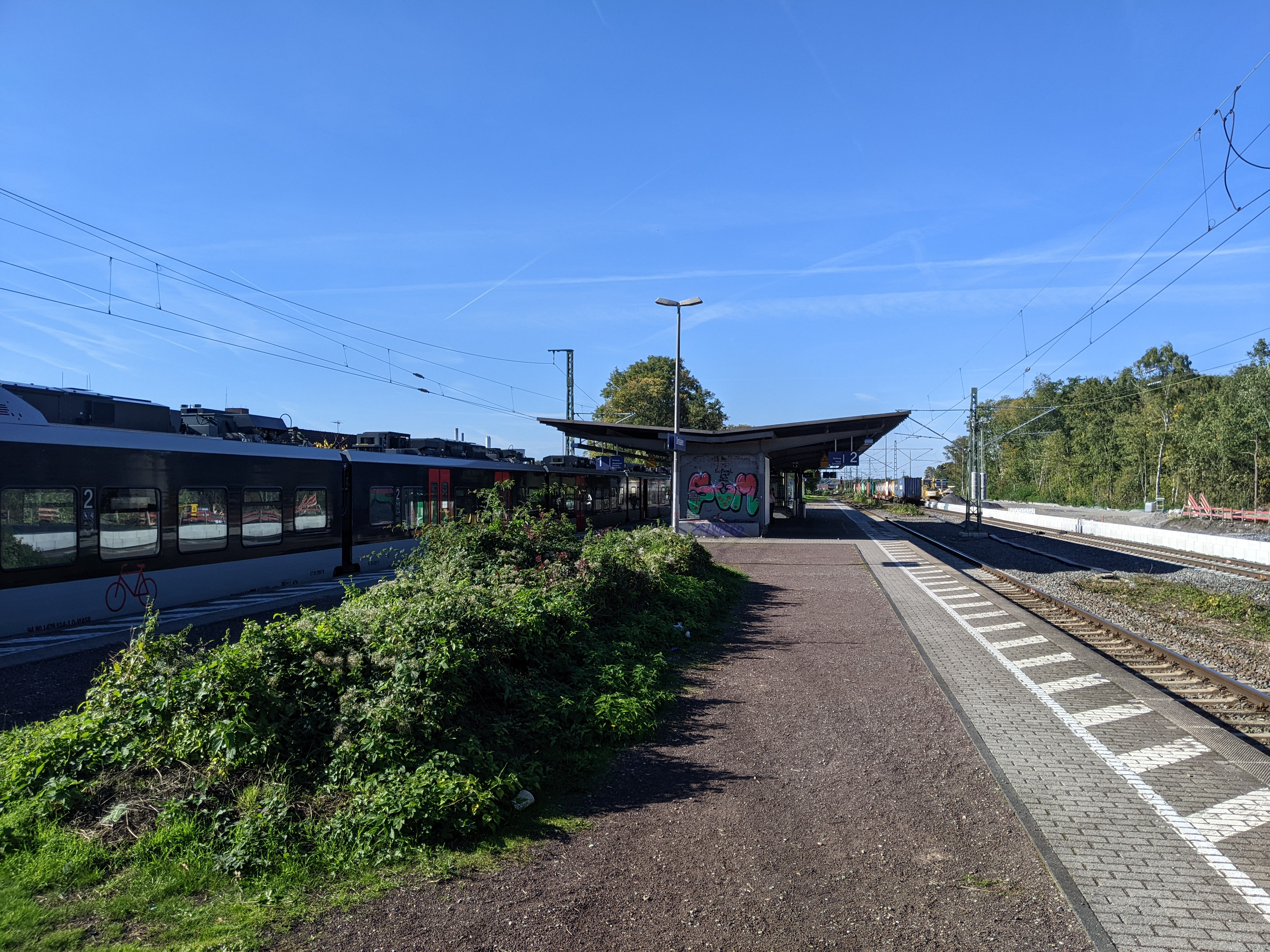
Bahnsteige und Gleise, rechts der zweite Mittelbahnsteig im Bau, 2022

Der Bahnhof war bis Ende der 1980er Jahre Halt von internationalen Schnellzügen, die erst mit der Einführung des EuroCity 1987 eingestellt wurden.

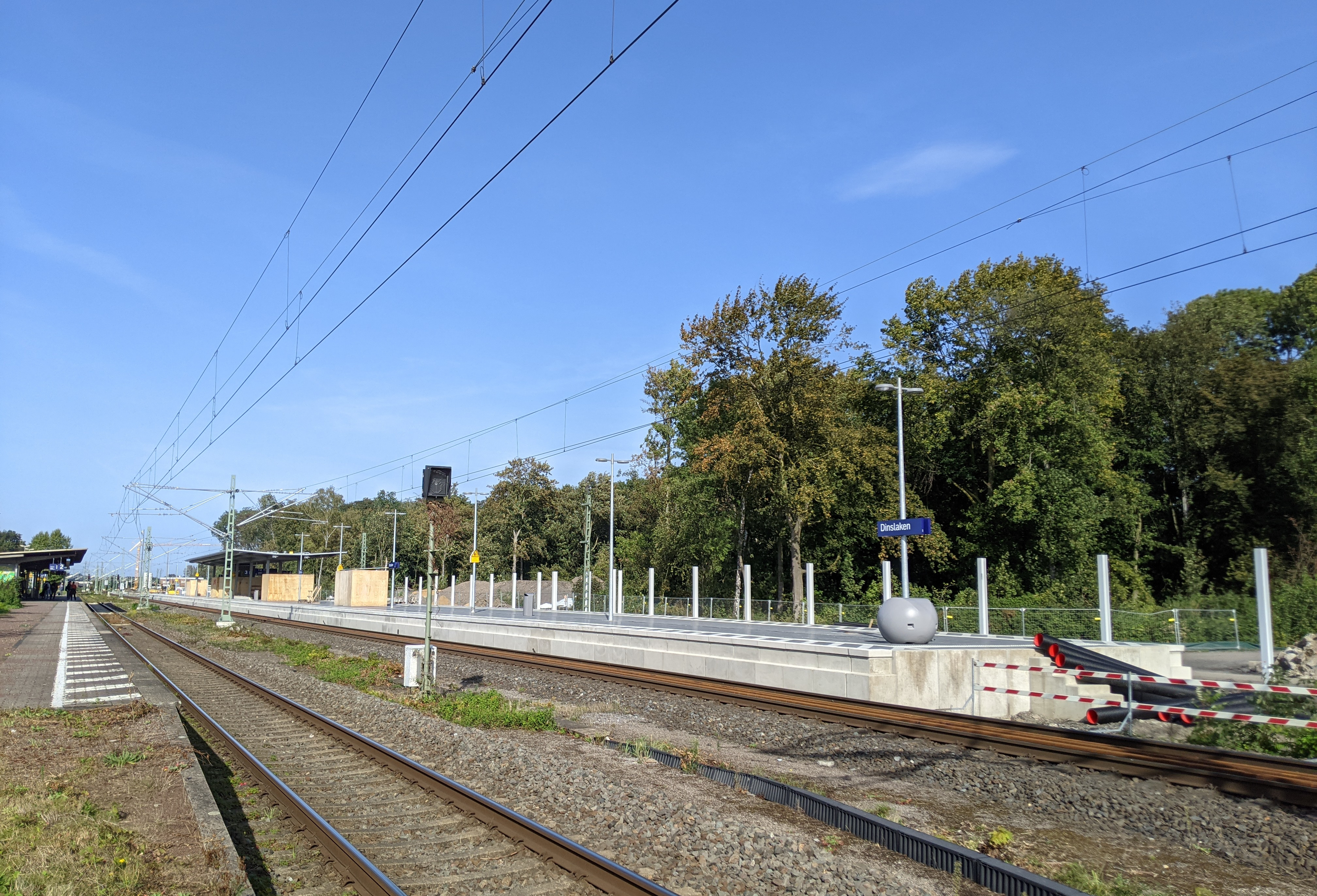
Zweiter Mittelbahnsteig, 2023

Bei dem Ausbau der Bahnstrecke Oberhausen–Arnhem als Zulaufstrecke zur Betuweroute wurde der Bahnhof um einen zweiten Mittelbahnsteig mit zwei weiteren Bahnsteigkanten erweitert. Hierzu wurde der ehemals schon einmal vorhandene zweite Mittelbahnsteig an Gleis 304 und dem Gleis nordöstlich davon am 25. November 2024 reaktiviert. Beide Bahnsteige erhalten zudem einen Aufzug für den barrierefreien Zugang. Der Ausbau wird bis 2026 andauern, in den Zeitraum wurde ein Schienenersatzverkehr (SEV) eingerechnet. Die Ersatzhaltestelle für die Busse ist auf am Bussteig 3.

## Bedienung

### Fernverkehr
Sämtliche Züge des Schienenpersonenfernverkehrs fahren seit Juni 1991 in Dinslaken ohne Halt durch. Die nächste Fernverkehrsstation ist Oberhausen Hauptbahnhof.

### Regionalverkehr
Im Schienenpersonennahverkehr wird der Bahnhof Dinslaken von den folgenden Linien bedient.
| Linie      | Verlauf | Takt                | Betreiber       |
| ---------- | --- | ------------------- | --------------- |
| RE 5 (RRX) | Rhein-Express: Wesel – Friedrichsfeld (Niederrhein) (zweistdl.) – Voerde (Niederrhein) – Dinslaken – Oberhausen-Holten (zweistdl.) – Oberhausen-Sterkrade – Oberhausen Hbf – Duisburg Hbf – Düsseldorf Flughafen – Düsseldorf Hbf – Düsseldorf-Benrath – Leverkusen Mitte – Köln-Mülheim – Köln Messe/Deutz – Köln Hbf – Köln Süd – Brühl – Bonn Hbf – Bonn UN Campus – Bonn-Bad Godesberg – Oberwinter – Remagen – Sinzig (Rhein) – Bad Breisig – Andernach – Koblenz Stadtmitte – Koblenz Hbf Stand: Fahrplanwechsel Dezember 2023        | 60 min              | NationalExpress |
| RE 19      | Rhein-IJssel-Express: Zugteil 1: Arnhem Centraal – Zevenaar – Emmerich-Elten – Emmerich – Praest – Millingen (b Rees) – Empel-Rees – Haldern (Rheinl) – Mehrhoog – Wesel Feldmark – Wesel Zugteil 2: Bocholt – Hamminkeln-Dingden – Hamminkeln – Wesel-Blumenkamp – Wesel Flügelung bzw. Wiedervereinigung: Wesel – Friedrichsfeld (Niederrhein) – Voerde (Niederrhein) – Dinslaken – Oberhausen-Holten – Oberhausen-Sterkrade – Oberhausen Hbf – Duisburg Hbf – Düsseldorf Flughafen – Düsseldorf Hbf Stand: Fahrplanwechsel Dezember 2021 | 60 min              | VIAS            |
| RE 49      | Wupper-Lippe-Express: Wesel – Friedrichsfeld (Niederrhein) – Voerde (Niederrhein) – Dinslaken – Oberhausen-Holten – Oberhausen-Sterkrade – Oberhausen Hbf – Mülheim (Ruhr)-Styrum – Mülheim (Ruhr) Hbf – Essen West – Essen Hbf – Essen-Steele – Essen-Kupferdreh – Velbert-Langenberg – Velbert-Neviges – Wuppertal-Vohwinkel – Wuppertal Hbf Stand: Fahrplanwechsel Dezember 2021 | 60 min (wochentags) | DB Regio        |

Diese drei Linien bilden montags bis freitags zusammen einen angenäherten 20-Minuten-Takt.

### Busse und Straßenbahnen

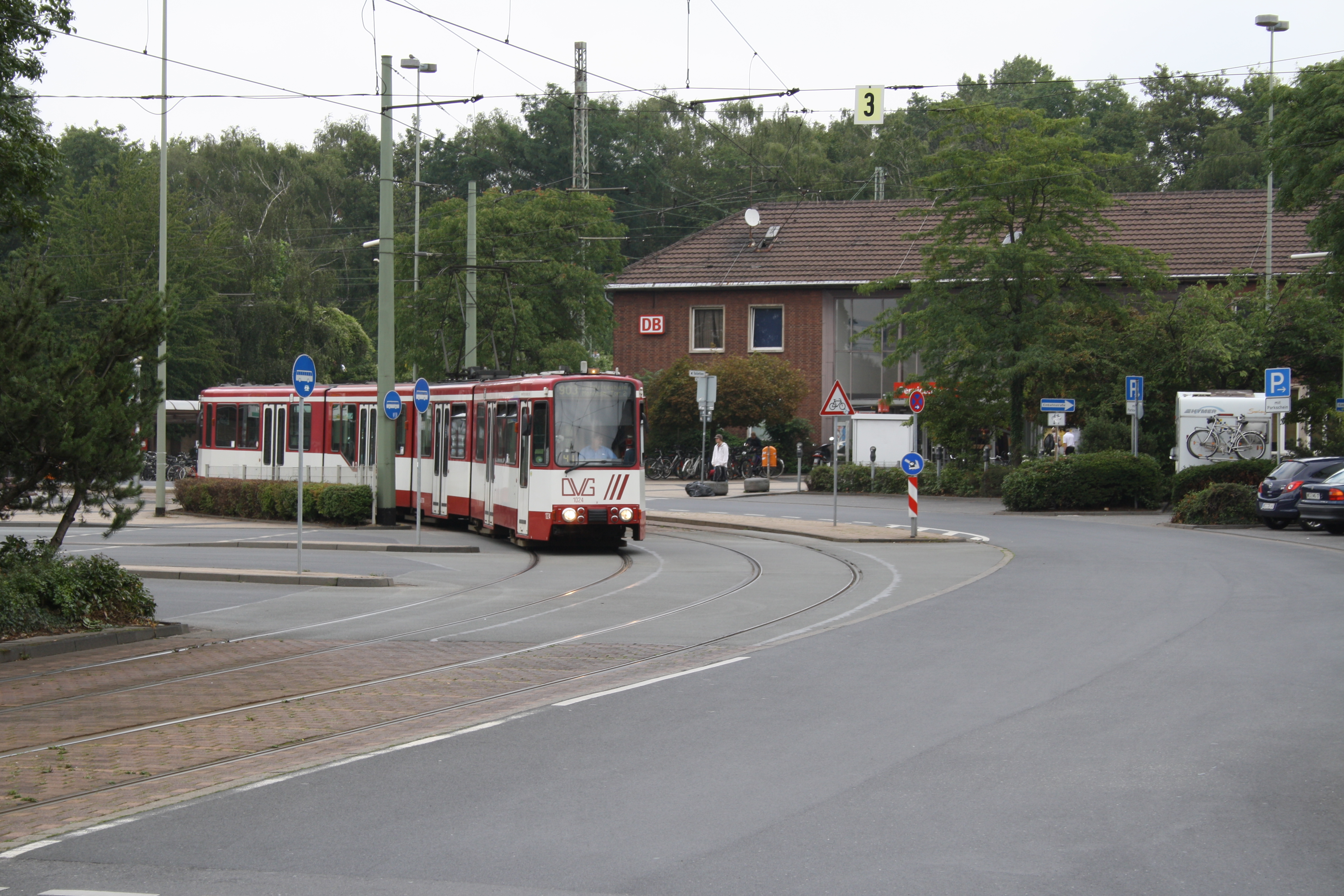
Ein GT 10 NC-DU der DVG verlässt als Linie 903 die Endhaltestelle am Bahnhof Dinslaken, 2011

Auf dem Bahnhofsvorplatz befindet sich der zentrale Omnibusbahnhof Dinslakens. Er ist Ausgangspunkt vieler Buslinien in die einzelnen Stadtteile und die benachbarten Städte, sowie des Bürgerbusses Hünxe (kurz: bHx) und sichert auf diese Weise eine Anbindung dieser an den Schienenpersonennahverkehr. Die Buslinien werden allesamt von der NIAG betrieben. Außerdem ist er der nördliche Endpunkt der Duisburger Straßenbahnlinie 903, die eine Erreichbarkeit des Dinslakener Bahnhofs auch aus dem Duisburger Norden ermöglicht.
| Tabelle Straßenbahn- und Buslinien | Tabelle Straßenbahn- und Buslinien | Tabelle Straßenbahn- und Buslinien |
| Linie                              | Linienweg | Takt (Mo–Fr)                       |
| ---------------------------------- | --- | ---------------------------------- |
| 903                                | Dinslaken Bf1 – Watereck2 – Walsum Rathaus – Fahrn Schwan – Marxloh Pollmann – Hamborn Rathaus – Landschaftspark Nord – Meiderich Bf – Auf dem Damm – Duissern – Duisburg Hbf – König-Heinrich-Platz – Steinsche Gasse – Pauluskirche – Hochfeld Süd Bf – Rheintörchenstraße3 – Wanheim-Angerhausen – Hüttenheim4 | 15 min (1-4) 7,5 min (2-3)         |
| SB3                                | Dinslaken Bf – Gewerbegebiet Mitte – Dinslaken-Lohberg – Hünxe – Wesel Bf |                                    |
| 17                                 | Dinslakener Bruch, Holunderweg – Dinslaken Bf – Dinslaken-Hiesfeld – Dinslaken-Sträterei – Dinslaken-Oberlohberg |                                    |
| 19                                 | Dinslaken-Averbruch – Dinslaken Kaufmännische Schulen – Dinslaken Bf – Dinslakener Bruch – Dinslaken-Lohberg |                                    |
| 25                                 | Friedrichsfeld, Bülowstraße – Friedrichsfeld Bf – Voerde, Rathausplatz – Voerde Bf – Dinslaken Bf – Dinslaken-Hiesfeld – Dinslaken-Scholtenbusch, Liebigstraße |                                    |
| 26                                 | Kaufmännische Schulen – Dinslaken Bf – Hiesfeld Kirche – Oberhausen-Barmingholten – Im Hardtfeld | einzelne Fahrten an Schultagen     |
| 71                                 | Dinslaken Bf – Gewerbegebiet Mitte – Dinslaken-Lohberg – Hünxe-Bruckhausen – Hünxe – Hünxe-Gartrop-Bühl – Schermbeck |                                    |
| 75                                 | Dinslaken, Theodor-Heuss-Gymnasium – Dinslaken Bf – Gewerbegebiet Mitte – Dinslaken-Lohberg – Hünxe-Bruckhausen – Bucholtwelmen – Hünxe | einzelne Fahrten an Schultagen     |
| 98                                 | Dinslaken Bf – Dinslaken-Oberlohberg – Dinslaken-Sträterei – Hünxe | einzelne Fahrten an Schultagen     |
| 915                                | Dinslaken-Lohberg – Dinslaken-Gewerbegebiet Mitte – Dinslaken Bf. – Dinslaken-Kaufmännische Schulen – Duisburg-Overbruch – Walsum-Vierlinden, Franz-Lenze-Platz |                                    |
| 918                                | Voerde Rathausplatz – Dinslaken Bf – Hiesfeld Kirche – Oberhausen-Barmingholten – OB-Holten Bf | 60 min                             |
| bHx                                | Dinslaken Bf – Gewerbegebiet Mitte – Dinslaken-Lohberg (– Bucholtwelmen – Voerde Bf) – Hünxe-Bruckhausen – Hünxe – Hünxe-Gartrop-Bühl oder – Krudenburg – Drevenack – Schermbeck |                                    |
| NE3                                | Dinslaken Bf – Walsum Rathaus – Marxloh Pollmann – Hamborn Rathaus – Meiderich Bf – Duisburg Hbf – Duisburg Hbf Osteingang – Neudorf – Zoo/Uni – Parkplatz Monning | 60 min                             |

## Güterverkehr
Am Bahnhof hat das Unternehmen Benteler Steel/Tube einen Gleisanschluss.